# Shentan He
Shentan He (kinesiska: 神潭河) är ett vattendrag i Kina. Det ligger i provinsen Sichuan, i den sydvästra delen av landet, omkring 300 kilometer nordost om provinshuvudstaden Chengdu.
Genomsnittlig årsnederbörd är 1 375 millimeter. Den regnigaste månaden är juli, med i genomsnitt 309 mm nederbörd, och den torraste är december, med 3 mm nederbörd.